# 狐ヶ崎 (刀)
狐ヶ崎（きつねがさき）は、鎌倉時代に作られたとされる日本刀（太刀）。日本の国宝に指定されており、山口県岩国市にある公益財団法人吉川報效会（きっかわほうこうかい）が所蔵する（吉川史料館にて保管）。狐ヶ崎為次（きつねがさきためつぐ）とも呼ばれている。国宝指定名称は「太刀 銘為次（狐ヶ崎）」（たち めい ためつぐ きつねがさき）。拵（こしらえ、外装）も「黒漆太刀拵」（くろうるしたちごしらえ）の名称で、国宝の附（つけたり）として指定されている。

## 伝来
平安時代後期から鎌倉時代初期に備中にて活動した古青江派の刀工・為次（ためつぐ）により制作された。青江派の刀剣中、最も保存状態のよい健全な作品として知られている。
狐ヶ崎という名前は、1200年（正治2年）、駿河国清見関（静岡県静岡市清水区）にて発生した御家人による梶原景時に対する襲撃事件（梶原景時の変）に際して、吉川友兼がこの太刀を振るって梶原景茂を討ち取り、景時始め梶原一族を討伐した場所の地名が狐ケ崎（静岡県静岡市葵区川合付近）であったことに由来する。
以後、吉川家の家宝として800年余に渡って代々伝えられた。1933年（昭和8年）1月23日には国宝保存法に基づく国宝（いわゆる旧国宝、のちの重要文化財）に指定され、1951年（昭和26年）6月9日には文化財保護法に基づく国宝（いわゆる新国宝）に指定された。指定名称は「太刀銘為次（狐ヶ崎）」で、「黒漆太刀拵」が附として指定されている。2010年時点では公益財団法人吉川報效会の所有で、山口県岩国市の吉川史料館に保管されている。

## 刀身説明

### 刀姿
全長：98.8 cm（刃長：78.5 cm＋茎長：20.3 cm）、元幅：3.1 cm、先幅：2.1 cm、重ね：二分九厘（0.9 cm）、反り：3.4 cmで腰反りが高い形、造込（刀剣の形状）は鎬造りで、棟（刀身の刃とは逆の背の部分）は庵棟。切先は長さの詰まった猪首切先。長大な堂々たる太刀姿で、刀身の先幅が細くなるほかの古青江派の太刀とはやや雰囲気が異なる。おそらく正治頃のこの刀が新身のように保存されていることは稀有で、出来も為次作では一番である。
本文で使用されている刀剣用語について補足説明する（以下の節においても同様）。
- 「鎬造」（しのぎづくり）とは、刀身の中程に鎬筋を作り、横手筋を付けて切先部分を形成した、日本刀の典型的姿ともいえる形[9]。日本刀#鋼の組合せにある画像を参照のこと。
- 「腰反りが高い」とは反りの形状の一つで、腰（茎に近いところ）のあたりで最も反る形状のこと[9]。
- 「庵棟」（いおりむね）とは、棟（刀身の背の部分）の断面形が三角形のように尖っていること[6]。

### 地鉄・刃文
地鉄は小板目に杢交り地沸つき、腰方に澄肌があらわれ、乱れ映りが立っている。地肌のところどころに地景が浮かび上がり、地中の働きは活発。
刃文の焼出しは刃区焼込み。やや幅広の美しい中直刃に小乱れ・小丁子を交えた沸出来の刃文である。。帽子は焼詰。
- 「板目」とは、地鉄（刀身の焼きの入っていない部分）の折り返し鍛錬（日本刀#質の高い鋼の作成）により現れた鍛え肌と呼ばれる肌合いや模様の分類の一種で、木材の板目のように見える模様のこと。小板目はその模様が細かく入り組んでいる。[11]。
- 「地沸」（じにえ）とは焼き入れによって地鉄に生まれる、銀砂子を蒔いたように光る微粒子のこと[12]。
- 「澄肌」とは、備中青江派の刀剣の地鉄に特徴的なもので、全体としては青っぽい地鉄の中に、ところどころ黒漆のように黒く光って見えるものをいう。「墨肌」「鯰肌」「縮緬肌」などともいう[13]。
- 「映り」とは、地鉄と焼き入れの技術によって現れるもので、光を反射させて地を観察した時に見える白い影のようなもの[14]。
- 「地景」とは、地鉄に現れる、鋼の粒子が線状に連なって黒く光る模様[14]。
- 「地中の働き」とは、後述の匂や沸により地鉄に様々な模様があること[15]。
- 「直刃」（すぐは）とは、直線的な刃文で、中直刃は焼幅が広直刃と細直刃の中間のもの。完全な直刃は少なく、わずかに湾（のた）れる（ゆったりと寄せる波のような形になる）場合が多い[14]。
- 「沸」（にえ）とは、刃文と地鉄の境目にある鋼の粒子が肉眼で捉えられる程度の大きさであること（これに対し、粒子が肉眼で捉えられない程度に細かいものを「匂」と称する）[16]。
- 「焼詰」とは、帽子（切先部分の刃文）が丸くカーブせず、刃先のラインに沿って直線的に棟へ至るもの[17]。

### 茎
健全な生茎で、茎尻は浅い栗尻と切の二つの表記がある。茎の反りは強く、鑢目は大筋違いで、目釘穴は二つ。ほかの古青江派の太刀同様に佩裏に銘があり、中程の棟寄りに「為次」と二字銘を切る。
- 「生ぶ茎」（うぶなかご）とは、茎（刀身のうち、柄で覆われる部分）に磨上（すりあげ、長さを切り詰める）などの工作のされていない、製作当初のままの茎。[18]
- 「栗尻」とは、丸みを持った形状の茎尻[17]。
- 「切」とは横方向に真っ直ぐ切り揃えられた形状の茎尻[17]。
- 「鑢目」（やすりめ）とは、柄から茎が脱落しないように施されたやすり[12]。
- 「大筋違」（おおすじかい）とは、前項の「鑢目」の一種で、鑢の目が急角度で右肩下りになるもの。備中青江派の刀工は、時代を問わず鑢目を大筋違とするものが多く、この一派の特色である[19]。
- 「佩裏」とは、太刀を佩く（体の左側に帯から下げる）際に内側（体に接する側）になる面のこと。一般の太刀は佩表に銘を切るが、備中青江派の刀工は原則として佩裏に二字銘を切るのが特色である[19]。

## 拵

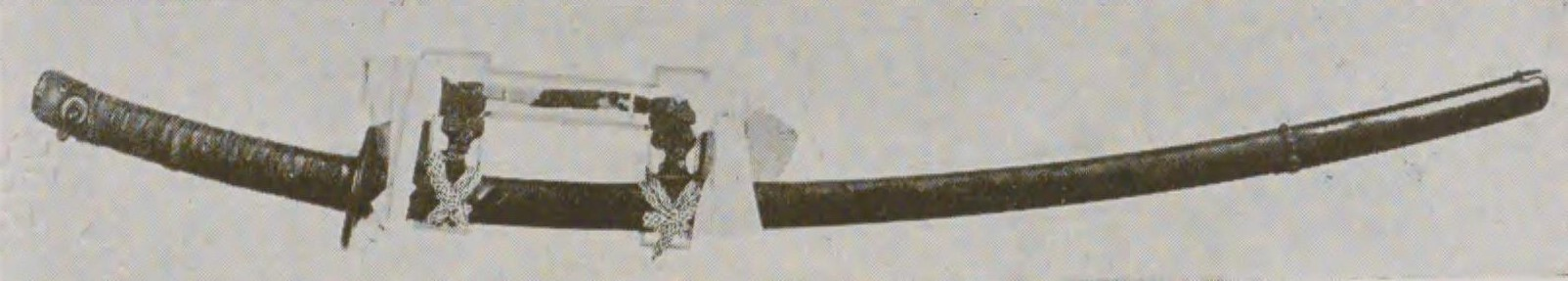
狐ケ崎 附黒漆太刀拵
（東京帝室博物館編『東京帝室博物館復興開館陳列目録 第6』（1938年11月9日）に掲載されたもの）

質実剛健な黒漆革包太刀拵の拵（こしらえ）が付属している。この拵は、柄と鞘全体に薄いなめし皮を着せた上に黒漆が塗られ、柄（つか）には革で菱巻を施し、総金具は山金製で足金物には竹の葉や節が浮き上がるように彫られている。地味ではあるが実戦用の外装で、製作当時の姿を残した貴重な作品である。
通常、実戦用の刀装は使用される過程で損耗、損傷し、補修を重ねながら度々作り直される上、戦乱が終った後は儀礼用の刀装に刀身を移し替えて破棄されてしまうことが多いため、刀身と同時に製作されて実戦に用いられたものが完全な形で刀身と揃って伝来することは非常に珍しく、この拵は貴重な歴史資料である。